# Slaget om Aleuterne
Slaget om Aleuterne var et felttog om øgruppen Aleuterne, en del af Alaska, under Stillehavskrigen i 2. verdenskrig. Det begyndte den 3. juni 1942. En lille japansk styrke besatte øerne Attu og Kiska, men øernes afsides beliggenhed og vanskeligheder med vejr og terræn betød, at det næsten tog et år for en stor amerikansk styrke at erobre dem tilbage. Øernes strategiske værdi var, at man fra dem kunne kontrollere Stillehavets storcirkelruter. Den amerikanske general Billy Mitchell sagde til den amerikanske kongres i 1935: "Jeg tror, at i fremtiden, vil den der har Alaska have hele verden. Jeg tror, det er det vigtigste strategiske sted i verden." Japanerne begrundede, at kontrollen med Aleuterne ville forhindre et muligt amerikansk angreb på tværs af det nordlige Stillehav. Tilsvarende frygtede USA, at øerne ville blive brugt som baser, hvorfra man kunne starte luftangreb mod USA's vestkyst.
Slaget er kendt også som det "glemte slag", fordi det blev overskygget af det sideløbende slag om Guadalcanal. Før i tiden mente mange vestlige militærhistorikere, at angrebet var en afledningsmanøvre under Slaget om Midway for at trække den amerikanske stillehavsflåde fra Pearl Harbor ud, og det blev faktisk sat i gang samtidig under samme overordnede chef, Isoroku Yamamoto. Imidlertid har historikerne Jonathan Parshall og Anthony Tully argumenteret mod denne fortolkning, Ifølge dem invaderede japanerne Aleuterne for at beskytte kejserrigets nordlige flanke.

## Japanske angreb
Den 3. juni 1942, angreb japanske bombefly Dutch Harbor på Unalaska ved hjælp af Kate (Nakajima B5N) bombefly fra hangarskibene Junyō og Ryūjō. I det dårlige vejr fandt kun halvdelen af flyene målet, og de gjorde ikke stor skade.
De japanske invasioner af Kiska den 6. juni 1942, og Attu den 7. juni, mødte i første omgang lidt modstand fra de lokale Aleuter. Det meste af den indfødte befolkning på øerne var blevet tvangsevakueret før invasionen og interneret i lejre i Alaska Panhandle.

## Allieret svar
I august 1942, oprettede USA en flybase på Adak Island og begyndte at bombe japanske stillinger på Kiska. Amerikanske ubåde og overfladeskibe begyndte også at patruljere i området. Kiska Harbor var den vigtigste base for japanske skibe, der var involveret i kampagnen, og flere skibe blev sænket, nogle af amerikanske skibe, men de fleste af luftangreb. Den 5. juli 1942 angreb orlogskaptajn Howard Gilmore, der kommanderede USS Growler, tre japanske destroyere fra Kiska. Den ene blev sænket, og to andre blev stærkt beskadiget. Over 200 japanske søfolk blev dræbt eller såret, mens USA ikke led nogen skade eller tab. Ti dage senere, den 15. juli, blev USS Gruinion angrebet af tre japanske ubådsjægere i Kiska Harbor. I den efterfølgende kamp, blev to af patruljebådene sænket og en tredje beskadiget. Den 12. maj 1943 blev den japanske ubåd I-31 sænket i en overfladetræfningen med USS Edwards fem mil nordøst for Chichagof Harbor.

### Kommandørøerne
En krydser og en destroyerstyrke fra den amerikanske flåde blev, under kontreadmiral Charles "Soc" McMorris, sat til at angribe de japanske forsyningskonvojer. Efter det betydelige søslag, der blev kendt som Slaget ved Kommandørøerne i marts 1943, opgav japanerne forsøg på at genforsyne garnisonerne på Aleuterne ved hjælp af overfladefartøjer. Fra da af blev kun ubåde brugt til at sende nye forsyninger. En amerikansk krydser blev beskadiget sammen med to destroyere og syv mænd blev dræbt. På den japanske side, blev to krydsere beskadiget med tabet af 14 mænd og 26 sårede.

### Attu
Den 11. maj 1943 begyndte operationen for at generobre Attu. Med invasionstyrken var en gruppe spejdere rekrutteret fra Territoriet Alaska, kendt som Castner's Cutthroats. Mangel på landgangsfartøjer, uegnede strande og udstyr, der ikke kunne bruges i dårligt vejr gjorde det meget svært at få tilstrækkelig styrke mod japanerne. Mange soldater led under forfrysninger, fordi livsvigtige forsyninger ikke kunne sættes i land, eller hvis de allerede var landsat kunne de ikke flyttes til der hvor de var nødvendige, fordi køretøjer ikke kunne fungere på tundraen. De japanske forsvarere, under oberst Yasuyo Yamasaki, ville ikke imødegå landgangen men hellere grave sig ned i de højtliggende områder langt væk fra kysten. Dette forårsagede blodige kampe: 3.929 amerikanske tab; 580 blev dræbt, 1.148 blev såret, 1.200 havde forfrysningsskader, 614 bukkede under for sygdomme og 318 døde af diverse årsager, hovedsageligt japanske lureminer og egenbeskydning.
Den 29. maj, angreb de sidste japanske styrker pludselig i nærheden af Massakren Bay i et af de største banzaiangreb i Stillehavskrigen. Angrebet, ledet af oberst Yamasaki, trængte amerikanske linjer langt nok til at møde rystede bag-echelonenheder fra de amerikanske styrker. Efter rasende, brutale og ofte mand-til-mand-kampe, var de japanske styrker dræbt til næsten sidste mand; kun 28 fanger blev taget, ingen af dem officerer. Amerikanske begravelseshold talte 2.351 japanske døde, men der var formodninger om, at flere hundrede var blevet begravet ved bombardementer i løbet af slaget.

### Kiska
Den 15. august 1943, gik en invasionsstyrke med 34.426 allierede tropper i land på Kiska. Castner's Cutthroats var en del af den styrke, men invasionsstyrken bestod hovedsageligt af enheder fra den amerikanske 7. infanteridivision. Invasionstyrken inkluderede også omkring 5.300 canadiere. Canadierne kom primært fra den 13. canadiske infanteribrigade af den 6. canadiske infanteridivision. De canadiske styrker havde også den canadiske del af First Special Service Force, også kendt som "Devil's Brigade".
Invasionstyrken gik kun i land for at finde øen forladt. Skjult af tågen havde japanerne, der besluttede, at deres stilling i Kiska var sårbar efter Attus fald, held med at fjerne deres tropper den 28. juli uden de Allierede opdagede det. Army Air Force havde bombarderet de opgivede positioner i næsten tre uger. På dagen før tilbagetrækning, kæmpede skibe fra den amerikanske flåde det uafgjorte og muligvis meningsløse slag ved the Pips 130 km (80 miles) mod vest.
Selvom japanerne var væk før invasionen af Kiska blev startet, nåede allierede tab under operationen alligevel 313. Alle disse tab var et resultat af egenbeskydning, lureminer, der var udlagt af japanerne, sygdom eller forfrysninger. Ligesom det var tilfældet med Attu, bød Kiska på nogle meget fjendtlige omgivelser.

## Efterfølgende
Selvom der blev udarbejdet planer for at angribe det nordlige Japan, blev de ikke ført ud i livet. Over 1.500 togter blev fløjet mod Kurilerne inden krigens slutning, herunder mod den japanske base Paramushiro, der tvang 500 japanske fly og 41.000 landtropper til området.
Slaget markerede også første gang, at canadiske værnepligtige blev sendt til kampzoner under 2. verdenskrig. Regeringen havde lovet ikke at sende værnepligtige "oversøisk", som var defineret som værende uden for Nordamerika. Aleuterne blev anset for at være nordamerikansk jord, så den canadiske regering kunne stille værnepligtige uden at bryde sine løfter. Der var flere tilfælde af desertering før brigaden sejlede til Aleuterne. I slutningen af 1944, ændrede regeringen sin politik og sendte 16.000 værnepligtige til Europa for at deltage i kampene.
Slaget markerede også den første indsættelse af First Special Service Force, selvom de ikke kom i kamp.

### Dræbt i kamp
Under felttoget blev to kirkegårde etableret på Attu til at begrave de dræbte. Little Fall-kirkegården, beliggende ved foden af Gilbert Ridge, og Holtz Bay-kirkegården, som rummede gravene fra soldaterne i Northern Landing Forces. Efter krigen begyndte den frysende tundra at tage kirkegårdene tilbage, så i 1946 blev alle amerikanske rester flyttet, til soldatens familier ønskede sted eller til Fort Richardson i nærheden af Anchorage, Alaska. Den 30. maj 1946 blev der holdt en Memorial Day-tale af kaptajn Adair med en salut og afspilning af Taps. Udsmykningen af gravene blev udført af feltpræsterne Meaney og Insko.

### Veteraner
Dokumentarfilmen fra 2006, Red White Black & Blue har to veteraner fra slaget om Attu med, Bill Jones og Andy Petrus. Den er instrueret af Tom Putnam og havde premiere ved den internationale filmfestival 2006 i Locarno, Schweiz den 4. august 2006.
- Dashiell Hammett tilbragte det meste af 2. verdenskrig som en sergent i hæren på Aleuterne, hvor han var redaktør for en militæravis. Han kom ud af krigen, da han led af lungeemfysem. Som korporal i 1943 var han med til skrive The Battle of the Aleutians med korporal Robert Colodny under ledelse af infanteriefterretningsofficeren major Henry W. Hall.

### Bøger
- Cloe, John Haile (1990). The Aleutian Warriors: A History of the 11th Air Force and Fleet Air Wing 4 (engelsk). Missoula, Montana: Pictorial Histories Publishing Co. and Anchorage Chapter – Air Force Association. OCLC 25370916. ISBN 0-929521-35-8.
- Cohen, Stan (1981). The Forgotten War: A Pictorial History of World War II in Alaska and Northwestern Canada (engelsk). Missoula, Montana: Pictorial Histories Publishing Co., Inc. ISBN 0-933126-13-1.
- Dickrell, Jeff (2001). Center of the Storm: The Bombing of Dutch Harbor and the Experience of Patrol Wing Four in the Aleutians, Summer 1942 (engelsk). Missoula, Montana: Pictorial Histories Publishing Co., Inc. OCLC 50242148. ISBN 1-57510-092-4.
- Feinberg, Leonard (1992). Where the Williwaw Blows: The Aleutian Islands-World War II (engelsk). Pilgrims' Process. ISBN 0-9710609-8-3.
- Garfield, Brian (1995). The Thousand-Mile War: World War II in Alaska and the Aleutians (engelsk). Fairbanks: University of Alaska Press. ISBN 0-912006-83-8.
- Goldstein, Donald M. (1992). The Williwaw War: The Arkansas National Guard in the Aleutians in World War (engelsk). Fayettville: University of Arkansas Press. OCLC 24912734. ISBN 1-55728-242-0.
- Hays, Otis (2004). Alaska's Hidden Wars: Secret Campaigns on the North Pacific Rim (engelsk). University of Alaska Press. ISBN 1-889963-64-X.
- Lorelli, John A. (1984). The Battle of the Komandorski Islands (engelsk). Annapolis: United States Naval Institute. ISBN 0-87021-093-9.
- MacGarrigle, George L. Aleutian Islands (engelsk) (World War II Campaign Brochures udgave). United States Army Center of Military History. CMH Pub 72-6.
- Morison, Samuel Eliot (2001). Aleutians, Gilberts and Marshalls, June 1942 – April 1944, vol. 7 of History of United States Naval Operations in World War II (engelsk). Champaign: University of Illinois Press. ISBN 0-316-58305-7.
- Parshall, Jonathan (2005). Shattered Sword: The Untold Story of the Battle of Midway (engelsk). Dulles, Virginia: Potomac Books. ISBN 1-57488-923-0.
- Perras, Galen Roger (2003). Stepping Stones to Nowhere, The Aleutian Islands, Alaska, and American Military Strategy, 1867–1945 (engelsk). Vancouver: University of British Columbia Press. ISBN 1-59114-836-7.
- Urwin, Gregory J. W. (2000). The Capture of Attu: A World War II Battle as Told by the Men Who Fought There (engelsk). Bison Books. ISBN 0-8032-9557-X.
- Wetterhahn, Ralph (2004). The Last Flight of Bomber 31: Harrowing Tales of American and Japanese Pilots Who Fought World War II's Arctic Air Campaign (engelsk). Da Capo Press. ISBN 0-7867-1360-7.
- Zaloga, Steven J (2007). Japanese Tanks 1939–45 (engelsk). Osprey. ISBN 978-1-84603-091-8.

## Eksterne links
- http://www.almc.army.mil/alog/issues/MayJun03/MS778.htm Arkiveret 2. marts 2008 hos  Wayback Machine af Robert E. Burks.
- http://users.commkey.net/fussichen/otdaleu.htm Arkiveret 26. april 2005 hos  Wayback Machine
- (engelsk) Aleutian Islands War
- (engelsk) Red White Black & Blue Arkiveret 11. september 2017 hos  Wayback Machine – indslagsdokumentar om Slaget om Attu i Aleuterne under 2. verdenskrig
  - PBS Independent Lens-præsentation af Red White Black & Blue Arkiveret 19. oktober 2011 hos  Wayback Machine – skabelsen af og andre midler
- http://www.robsmith.org/184th-inf/ Arkiveret 30. marts 2008 hos  Wayback Machine
- (engelsk) ”Attu: North American Battleground of World War II”, en National Park Service Teaching with Historic Places (TwHP)-undervisningsplan
- http://www.hlswilliwaw.com/aleutians/attu/html/attu-kia.htm Arkiveret 21. januar 2010 hos  Wayback Machine

52°N 174°V / 52°N 174°V